# Walter Höchenberger
Emil Walter Höchenberger (* 23. Juni 1914 in Ulm; † unbekannt) war ein deutscher Fußballtorhüter.

## Karriere
Walter Höchenberger begann seine Karriere in der Fußballjugend der Sportfreunde Stuttgart. Im Herrenbereich spielte der Torhüter von 1937 bis 1945 Erstligafußball in der Gauliga Württemberg und der Oberliga Süd für die Stuttgarter Kickers. Danach wechselte er zum SV Waldhof Mannheim, jedoch zog es ihn schon nach einer halben Saison wieder nach Württemberg zurück und hütete das Tor der TSG Ulm 1846.